# Kungliga Sällskapet Pro Patria
Kungliga Sällskapet Pro Patria (latin: för fäderneslandet) är en svensk ideell förening med syfte att lämna ekonomiskt stöd för att främja omsorg om barn och ungdomar, samt att utdela förtjänstmedaljer som belöning för framstående insatser främst inom de sociala, medicinska, humanitära eller kulturella områdena. 
Sällskapet styrs efter särskilda av Kungl. Maj:t 1853 stadfästa "grundregler" samt ett av sällskapet självt samma år utfärdat reglemente med sedermera gjorda ändringar och tillägg. Enligt dessa bestämmelser är vården av sällskapets angelägenheter anförtrodd åt en direktion bestående av elva ledamöter. Ledamöterna i sällskapet väljs in vid årsmöte efter förslag av direktionen (styrelsen), och består huvudsakligen av framträdande personer i samhället.
Ordförande är Kerstin Lidman.

## Historik

Edvard Carleson, Pro Patrias ordförande 1766.

Pro Patria är känt från 1766 som ett ordenssällskap, Svenska Landtorden Pro Patria, med presidenten i Kommerskollegium Edvard Carleson som ordförande. Det påstods då vara en ombildning av Svenska Lantgillet som skulle ha grundats av Engelbrekt Engelbrektsson och Karl Knutsson (Bonde). Landtorden skulle verka för bevarande, efter varande tids smak, av det gamla gillets ändamål och verksamhet. Idag anses lantgillet vara en fiktiv ordenslegend.
Mot slutet av 1700-talet beslöt emellertid ordens ledamöter att arbeta både som en hemlig orden och som ett av allmänheten känt välgörenhetssällskap, vilket senare 1798 fick sitt nuvarande namn. Några ledamöter av Svenska Landtorden bildade 1770–1771 ett utskott som kallade sig Svenska Patriotiska Sällskapet (sedermera, från 1772, Kongl. Patriotiska Sällskapet). År 1772 upplöstes sambandet helt mellan Pro Patria och utskottet som idag är känt som Kungliga Patriotiska Sällskapet.
År 1814 nedlades ordensinrättningen. Sällskapets verksamhet avsåg därefter att upprätthålla och utvidga sina barmhärtighetsstiftelser, Barnbördshuset och den därmed förenade försörjningen av där födda späda barn.  

## Barnbördshuset

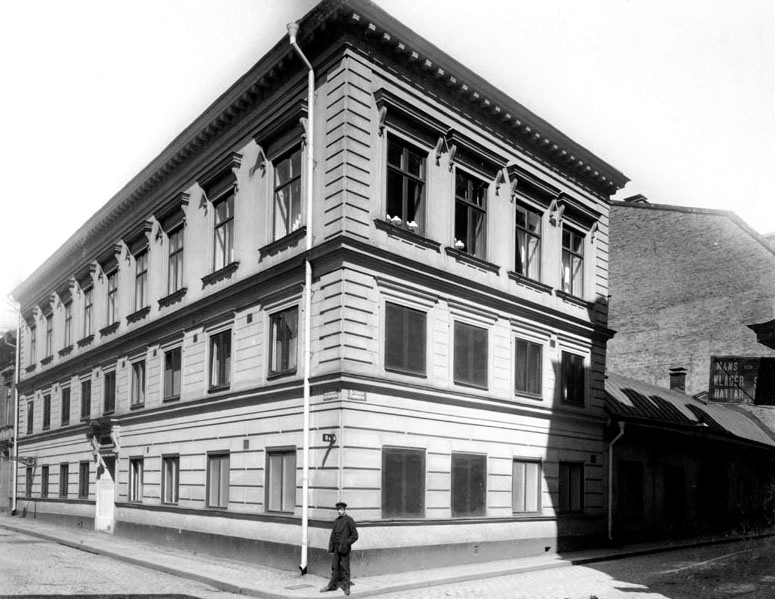
Pro Patrias barnbördshus vid Stora Badstugatan 22 på Norrmalm i Stockholm i maj 1915.

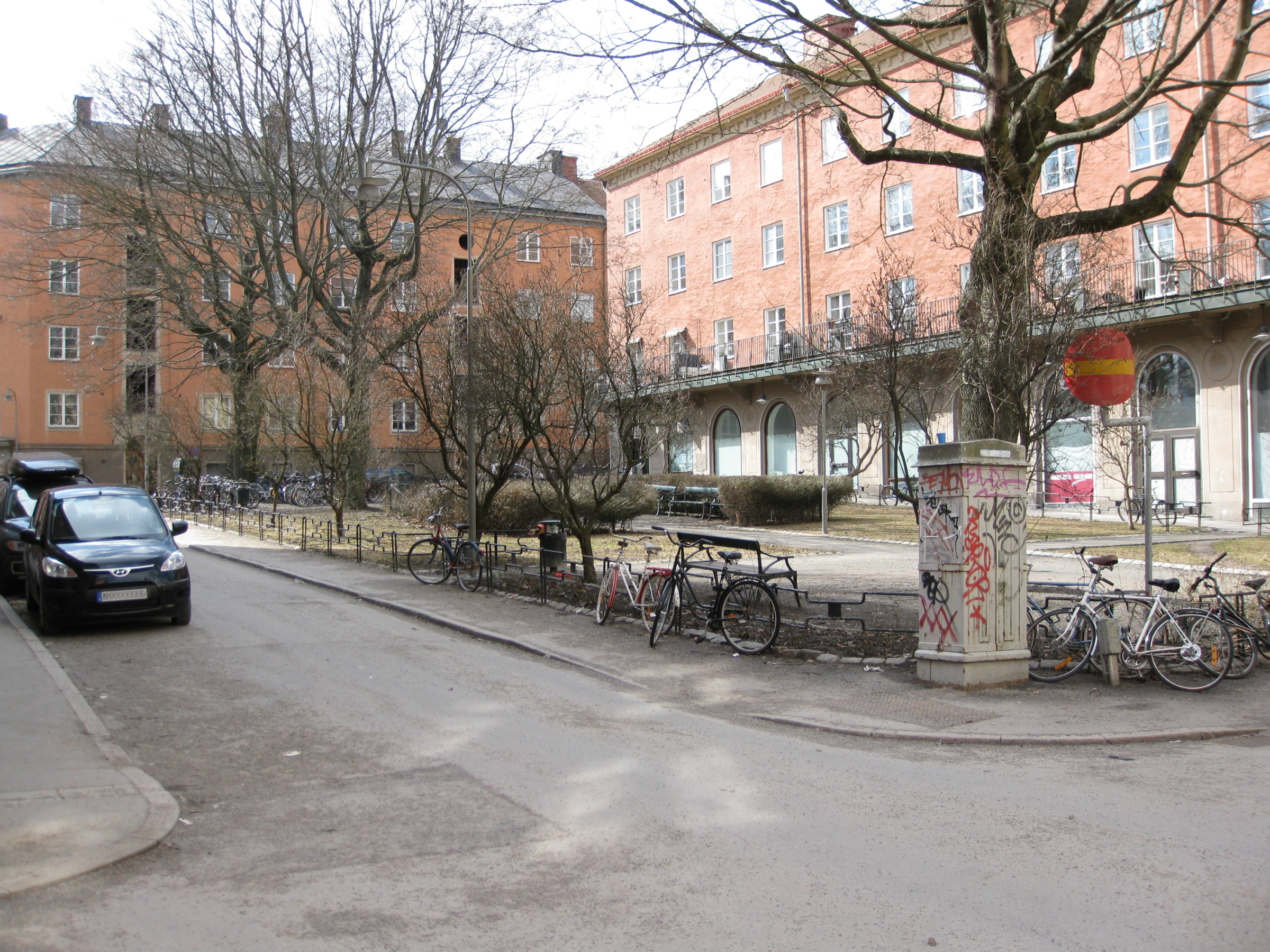
Pro Patrias barnbördshus vid Gyllenborgsgatan 7 och Thorildsvägen 5 vid Thorildsplan, det är huset med de stora bågiga fönstren i gatuplanet. Pro Patrias BB var för lite mer bemedlade. Bilden visar även Creutzgatan 2 och 3. Foto från april 2010.

Barnbördshuset Pro Patria i Stockholm upprättades 1775 som Sveriges första barnbördshus på initiativ (redan 1774) av kung Gustav III, med doktor Christian Ludvig Ramström som förste föreståndare. Det var ursprungligen beläget på Rörstrandsvägen 7, nuvarande Wallingatan 7, men flyttades 1778 till Stora Badstugatan 22 (nuvarande Sveavägen 40) på Norrmalm. På inrättningen mottogs gifta eller ogifta barnaföderskor, som, efter förhållandena, antingen kostnadsfritt eller mot en låg avgift, där vårdades. 
Då dess läge och byggnad inte ansågs motsvara tidens krav på en dylik inrättning, flyttades inrättningen 1930 till Thorildsplan i ett nybyggd anläggning ritad av Carl Westman.
Inrättningen Pro Patrias barnbördshus byggdes 1929 och låg i korsningen av Gyllenborgsgatan 7 och Thorildsvägen 5 i kvarteret Guldfasanen 5. Huset är byggt i tegel och har en öppen trappuppgång. Taket är av skiffer. På varje våningsplan finns det figuriner av spädbarn. Huset ritades av arkitekten Carl Westman, byggmästare var Hugo Ehrlin och byggherre var Kungliga Sällskapet Pro Patria. Barnbördshuset togs i bruk den 1 oktober 1930 efter att det hade flyttat till det nybyggda huset vid Thorildsplan. Barnbördshuset Pro Patria fanns kvar fram till årsskiftet 1951/52, då det lades ner. Efter nedläggningen av BB hyrde bland annat Lärarhögskolan fastigheten för sin vårdutbildning under flera decennier, då blev vinden bibliotek, där sjuksköterskorna bodde tidigare. Man började bygga om huset år 2003 och då blev det 29 lägenheter som bildar bostadsrättsföreningen Guldfasanen 6.